# جودا دانا
جودا دانا (به انگلیسی: Judah Dana) سناتور سابق عضو حزب دموکرات ایالات متحده آمریکا بود. وی در سال ۱۸۳۶ تا ۱۸۳۷ میلادی سناتور ایالت مین در سنای ایالات متحده آمریکا بود.